# Winace
WinAce är ett komprimeringsprogram för Windows. Till MS-DOS finns programmet Commandline ACE och till Linux och Macintosh finns Unace som kan packa upp de komprimerade ACE-filerna.